# Lissencefalia
La  lissencefalia  è una malattia genetica rara, in cui la superficie cerebrale è liscia. È causata da un'anomalia nella relina, glicoproteina codificata da un gene nel cromosoma 7, e da alterazioni dell'enzima PAFAH1B1 codificato dal gene LIS1 del cromosoma 17 nella lissencefalia associata alla sindrome di Miller-Dieker (epilessia, polidattilia e ritardo mentale).

## Sintomatologia
Fra i sintomi e i segni più comuni vi è un'anomalia dello sviluppo della corteccia cerebrale: questo si suddivide a seconda della gravità, dalla condizione peggiore possibile agiria a quella meno grave pachigiria.

## Eziologia
I geni che originano tali deformazioni sono stati parzialmente identificati fino ad oggi: fra questi il principale risulta il LIS1, e poi vi sono coinvolgimenti del DCX e il TUBA1A.